# Adenomera cotuba
Adenomera cotuba é uma espécie de anfíbio da família Leptodactylidae. Endêmica do Brasil, pode ser encontrada na região da Chapada dos Veadeiros no município de Teresina de Goiás, estado de Goiás.